# Paksi kistérség
A Paksi kistérség egy kistérség volt Tolna megyében, központja Paks volt. 2014-ben az összes többi kistérséghez hasonlóan megszűnt.

## Települései
| Bikács   | Bölcske | Dunaföldvár  | Dunaszentgyörgy | Gerjen   |
| Györköny | Kajdacs | Madocsa      | Nagydorog       | Németkér |
| Paks     | Pálfa   | Pusztahencse | Sárszentlőrinc  |          |

## Fekvése
A Paksi kistérség keleti szomszédja a Dél-Alföld régióhoz tartozó Bács-Kiskun megyei Kalocsai kistérség volt, melynek határa a Duna. Északról a már a Közép-Dunántúl régióhoz tartozó Fejér megyei Dunaújvárosi kistérség, nyugatról a Tamási kistérség, délről pedig a Szekszárdi kistérség fogta közre.